# Sport Club Americano (Porto Alegre)
El Sport Club Americano fue un equipo de fútbol de Brasil que jugó en el Campeonato Gaúcho, la primera división del estado de Río Grande del Sur y miembro fundador de la Federación de Fútbol de Porto Alegre, el ente rector de fútbol en el estado.

## Historia
Fue fundado el 4 de julio de 1912 en Porto Alegre, capital del estado de Río Grande del Sur, con el nombre SC Hispano-Americano por Jacinto Losano, João Ray, Bernardo Serrano, Erwin Siegmann, João Siegmann, Paulo Manchon, Manoel Manchon, André Ibañez, Reynaldo Preuss, Honório Ouriques y Napoleão Salatino. Al año siguiente cambia su nombre por el de Sport Club Americano y se afilia a la Liga de Fútbol Portoalegrense, la cual abandona al año siguiente y se convierte en uno de los equipos fundadores de la Federación de Fútbol de Porto Alegre.
En 1916 ambas organizaciones estatales se fusionan y dan origen a la Federación Deportiva Riograndense con el fin de unificar al deporte en el estado y pasan a jugar en el Campeonato Gaúcho Serie B, la segunda división estatal. Dos años después es uno de los equipos fundadores de la Federación Portoalegrense de Fútbol.
Los mejores años del club fueron los años 1920, periodo en el que el club logró tres títulos municipales y también el Campeonato Gaúcho de 1928 venciendo en la final al Grêmio Esportivo Bagé 3-0.
Al año siguiente abandona al Associação Porto Alegrense de Desportos (APAD) junto a los otros equipos de Porto Alegre como Gremio de Porto Alegre y SC Internacional para crear la Asociación Metropolitana Gaúcha de Deportes Atléticos (AMGEA).
En 1934 se fusiona con la Federação dos Estudantes Universitários de Porto Alegre y pasa a llamarse Americano-Universitario, logrando ganar el torneo inicio de 1935, pero a inicios de la década de los años 1940 el club pasó por problemas financieros, intentando una fusión con el Foot-Ball Club Porto Alegre, la cual no prosperó y el club desaparece en 1941.

## Palmarés

### Estatal
- Campeonato Gaúcho: 1

1928
- Torneo Inicio de Río Grande del Sur: 1

1935

### Municipal
- Campeonato de Porto Alegre: 3

1924, 1928, 1929

## Jugadores

### Jugadores destacados
| - Baptista - Hugo | - Luiz Luz - Nalério |